# Харелс (Северна Каролина)
Харелс (енгл. Harrells) град је у америчкој савезној држави Северна Каролина.

## Демографија
По попису из 2010. године број становника је 202, што је 15 (8,0%) становника више него 2000. године.
| Група             | 2000.       | 2010.      |
| Белци             | 100 (53,5%) | 99 (49,0%) |
| Афроамериканци    | 75 (40,1%)  | 66 (32,7%) |
| Азијати           | 0 (0,0%)    | 0 (0,0%)   |
| Хиспаноамериканци | 10 (5,3%)   | 35 (17,3%) |
| Укупно            | 187         | 202        |